# Bonaduz
Bonaduz (rätoromanska Panaduz) är en ort och kommun i regionen Imboden i kantonen Graubünden, Schweiz. Kommunen har 3 533 invånare (2023).
Den ligger en mil väster om kantonshuvudstaden Chur, dit en stor del av den förvärvsarbetande befolkningen pendlar. Kommunen avgränsas i norr av floden Vorderrhein och i öster av Hinterrhein, och ligger således där dessa flyter samman och bildar Rhen. 

## Språk
Befolkningen i Bonaduz talade rätoromanska fram till mitten av 1800-talet, då kommunen började förtyskas. Vid sekelskiftet 1900 var halva befolkningen tyskspråkig, och en brand 1908 som ödelade nästan hela samhälket påskyndade språkskiftet. Numera är det bara några procent som är rätoromanskspråkiga. 

## Religion
Bonaduz påverkades inte av reformationen utan förblev katolskt.